# Багдад (Флорида)
Багдад (англ. Bagdad) — статистически обособленная местность, расположенная в округе Санта-Роза (штат Флорида, США) с населением в 1490 человек по статистическим данным переписи 2000 года.

## География
По данным Бюро переписи населения США статистически обособленная местность Багдад имеет общую площадь в 10,88 квадратных километров, из которых 9,06 кв. километров занимает земля и 1,81 кв. километров — вода. Площадь водных ресурсов округа составляет 16,64 % от всей его площади.
Статистически обособленная местность Багдад расположена на высоте 4 м над уровнем моря.

## Демография
| Год переписи        | Нас. |  | %±    |
| ------------------- | ---- |  | ----- |
| 1980                | 1479 |  | —     |
| 1990                | 1457 |  | −1,5% |
| 2000                | 1490 |  | 2,3%  |
| 1980–2000 Источник: |      |  |       |

По данным переписи населения 2000 года в Багдадe проживало 1490 человек, 406 семей, насчитывалось 587 домашних хозяйств и 659 жилых домов. Средняя плотность населения составляла около 136,95 человек на один квадратный километр. Расовый состав населённого пункта распределился следующим образом: 80,00 % белых, 13,62 % — чёрных или афроамериканцев, 1,21 % — коренных американцев, 0,40 % — азиатов, 0,07 % — выходцев с тихоокеанских островов, 4,23 % — представителей смешанных рас, 0,47 % — других народностей. Испаноговорящие составили 1,88 % от всех жителей статистически обособленной местности.
Из 587 домашних хозяйств в 28,6 % воспитывали детей в возрасте до 18 лет, 50,3 % представляли собой совместно проживающие супружеские пары, в 14,5 % семей женщины проживали без мужей, 30,7 % не имели семей. 26,1 % от общего числа семей на момент переписи жили самостоятельно, при этом 11,2 % составили одинокие пожилые люди в возрасте 65 лет и старше. Средний размер домашнего хозяйства составил 2,50 человек, а средний размер семьи — 2,93 человек.
Население статистически обособленной местности по возрастному диапазону по данным переписи 2000 года распределилось следующим образом: 23,8 % — жители младше 18 лет, 7,7 % — между 18 и 24 годами, 27,9 % — от 25 до 44 лет, 24,4 % — от 45 до 64 лет и 16,2 % — в возрасте 65 лет и старше. Средний возраст жителей составил 39 лет. На каждые 100 женщин в Багдадe приходилось 94,8 мужчин, при этом на каждые сто женщин 18 лет и старше приходилось 89,8 мужчин также старше 18 лет.
Средний доход на одно домашнее хозяйство статистически обособленной местности составил 32 313 долларов США, а средний доход на одну семью — 46 786 долларов. При этом мужчины имели средний доход в 30 104 доллара США в год против 22 604 доллара среднегодового дохода у женщин. Доход на душу населения статистически обособленной местности составил 32 313 долларов в год. 13,5 % от всего числа семей в населённом пункте и 22,5 % от всей численности населения находилось на момент переписи населения за чертой бедности, при этом 36,7 % из них были моложе 18 лет и 12,6 % — в возрасте 65 лет и старше.